# Hans Grodotzki
Hans Grodotzki (n. 4 aprilie 1936, Pasłęk, Warmia și Mazuria, Polonia) este un fondist ce a reprezentat Germania, medaliat olimpic. A participat la o ediție a Jocurilor Olimpice (1960) în care a câștigat două medalii de argint în probele de 5000 m și 10 000 m.

## Palmares
| An   | Competiție        | Locație      | Loc | Eveniment | Note     |
| ---- | ----------------- | ------------ | --- | --------- | -------- |
| 1960 | Jocurile Olimpice | Roma, Italia | 2   | 5000 m    | 13:45,01 |
| 1960 | Jocurile Olimpice | Roma, Italia | 2   | 10 000 m  | 28:37,22 |